# Manons Rache
Manons Rache (Originaltitel: Manon des sources) ist der zweite Teil der französischen Romanverfilmung Die Wasser der Hügel nach Marcel Pagnol aus dem Jahre 1986. Der erste Teil heißt Jean de Florette.

## Handlung
Manon ist mittlerweile eine hübsche junge Frau geworden und lebt als Hirtin in den Hügeln. Ugolin und Papet, die Manons Vater einst heimtückisch in Ruin und Tod trieben, haben Erfolg mit ihrer Nelkenzucht. Im Dorf lebt der neue Lehrer Bernard, der die provenzalischen Hügel erwandert und von Manon dabei beobachtet wird. Das Mädchen verliebt sich in den adretten jungen Mann. Ugolin geht derweil regelmäßig zur Jagd und beobachtet wiederum Manon. Er verliebt sich in das Mädchen, was in ihm Gewissensbisse wegen ihres Vaters verursacht. 
Manon findet durch Zufall die Quelle, die das ganze Dorf mit Wasser beliefert. Zufällig hatte sie zuvor zwei Dorfbewohner belauscht und dabei erfahren, dass alle im Dorf von der Quelle auf dem Land ihres Vaters gewusst hatten und damit mitschuldig an seinem Tod sind. Nach dem Fund der Quelle beschließt sie daher, diese ebenso zu blockieren, wie es einst Papet und Ugolin mit der Quelle auf dem Grundstück ihres Vaters gemacht hatten. Plötzlich steht das Dorf ohne Wasser da. Ugolin ist nicht nur durch seinen Liebeswahn völlig durcheinander, jetzt drohen auch noch seine Nelken einzugehen.
Die verzweifelte Dorfbevölkerung hört in der Sonntagsmesse vom Priester, dass es ein ungesühntes Verbrechen im Kreise des Dorfes gebe. Fast alle wissen, dass damit Ugolin und Papet gemeint sind. Eine Prozession soll Gott besänftigen und Abhilfe schaffen, und Manon soll als Waisenkind daran teilnehmen. Zunächst weigert sie sich. Als sie  Ugolin und Papet vor dem versammelten Dorf beschuldigt, für den Tod ihres Vaters verantwortlich zu sein, wird auch Bernard über die Vorgeschichte informiert. Gemeinsam mit Bernard befreit Manon die Quelle für das Dorf wieder von der Blockade, und während der Prozession wird der Dorfbrunnen wieder mit Wasser gefüllt. Ugolin nimmt sich das Leben, da er nun weiß, dass Manon ihn durchschaut hat und niemals lieben wird.
Manon und Bernard heiraten, während Papet am Grab Ugolins trauert. Eine alte blinde Dame erzählt Papet von einem Brief, den seine lebenslange große Liebe Florette ihm einst geschickt hatte, während er als Soldat in Afrika weilte. Diesen Brief hat er nie bekommen. Er erfährt nun, dass Florette von ihm schwanger und Jean de Florette sein Sohn war. Er hat somit seinen eigenen Sohn betrogen und in den Tod getrieben. Der alte Papet verliert nun jeden Lebenswillen. In seinem Testament vermacht er Manon, seiner Enkelin, sein gesamtes Vermögen und beichtet ihr die gesamte Geschichte. Nachdem er dies getan hat, zieht er sich fein an und legt sich zum Sterben in sein Bett, wo er am nächsten Morgen von seiner Haushaltshilfe tot aufgefunden wird.

## Kritik
„Durch die sorgfältige und überwiegend heitere Schilderung dörflichen Lebens wird dem Thema alles Düstere genommen; dabei sackt der Fortsetzungsfilm manchmal ins melodramatische Poltern eines Dorfschwankes ab und läßt erst gegen Ende tragische Dimensionen erahnen.“

## Musik
Das Mundharmonikathema wird vom Jazzvirtousen Toots Thielemans gespielt.

## Auszeichnungen
- César 1987 für Emmanuelle Béart als beste Nebendarstellerin
- Gemeinsam mit Jean Florette wurde der Film vom National Board of Review zum besten fremdsprachigen Film 1987 gewählt.